# Suhpalacsa striatus
Suhpalacsa striatus är en insektsart som beskrevs av Tim R. New 1984. Suhpalacsa striatus ingår i släktet Suhpalacsa och familjen fjärilsländor. Inga underarter finns listade i Catalogue of Life.